# FC Tartu Santos
El FC Tartu Santos és un club de futbol estonià de la ciutat de Tartu.

## Història
L'any 2014, mentre competia a la tercera divisió nacional, arribà a la final de la Copa. El seu oponent era el campió FC Levadia, per tant el Santos es classificà per la Lliga Europa de la temporada 2014-15. També es classificà per la supercopa estoniana.

## Palmarès
- II Liiga (4a divisió)
  - 2006, 2008, 2013
- III Liiga (5a divisió)
  - 2005
- IV Liiga (6a divisió)
  - 2004
- V Liiga (7a divisió)
  - 2003